# Paul Winchell
Pour les articles homonymes, voir Winchell.
Paul Winchell est un acteur américain né le 21 décembre 1922 à New York, New York (États-Unis), décédé le 24 juin 2005  à Los Angeles (Californie).

## Filmographie
- 1939 : Everything's on Ice : Voice of Dummy
- 1962 : Les Jetson (The Jetsons) (série télévisée) : Additional Voices (voix)
- 1968 : Les Fous du volant ("Wacky Races") (série télévisée) : Dick Dastardly / Clyde / Pvt. Meekley (voix)
- 1968 : Banana Split (série télévisée) : Fleegle (voix)
- 1968 : Winnie l'ourson dans le vent (Winnie the Pooh and the Blustery Day) : Tigger (voix)
- 1968 Le Virginien (TV) saison 7 épisode 10 (The dark corridor) : Jingo
- 1969 : Vernon's Volunteers (TV) : Chief Vernon
- 1969 : Pattaclop Pénélope (The Perils of Penelope Pitstop) (série TV) : Clyde / Softy (voix)
- 1969 : L'Escadrille infernale ("Dastardly and Muttley in Their Flying Machines") (série TV) : Dick Dastardly / The General (voix)
- 1970 : Ya ya mon colonel! (Which Way to the Front?) : Schroeder
- 1970 : Les Aristochats (The Aristocats) : Chinese Cat (voix)
- 1973 : Dr. Seuss on the Loose (TV) : Joey / Sam-I-Am / Sneetches (voix)
- 1973 : Blue Aces Wild : Wizard (voix)
- 1973 : Killarney Blarney (voix)
- 1973 : Goober and the Ghost-Chasers (série TV) : Goober (voix)
- 1974 : Little Boa Peep : Dr. Owlsley-Hoot / Ed / Caterpillar / Sheep (voix)
- 1974 : Wheelie and the Chopper Bunch (série TV) : Revs (voix)
- 1974 : Hong Kong Fou Fou ("Hong Kong Phooey") (série TV) (voix)
- 1974 : These Are the Days (série TV) (voix)
- 1974 : Winnie the Pooh and Tigger Too! : Tigger (voix)
- 1975 : The Man from Clover Grove : Jefferson Swickle
- 1975 : Adams of Eagle Lake (en) (TV) : Monty
- 1975 : The Tiny Tree (TV) : Turtle (voix)
- 1976 : Clue Club (série TV) : Woofer (voix)
- 1969 : La Panthère rose ("The Pink Panther Show") (série TV) : Fearless Freddy the Shark Hunter (1976-1977) (voix)
- 1977 : Fred Flintstone and Friends (série TV) (voix)
- 1977 : Les Aventures de Winnie l'ourson (The Many Adventures of Winnie the Pooh) : Tigger (voix)
- 1977 : The Oddball Couple (série TV) : Fleabag (voix)
- 1977 : The C.B. Bears (série TV) : Shake (voix)
- 1977 : The Skatebirds (série TV) : Moe Howard / Woofer (voix)
- 1978 : Yogi's Space Race (en) (série TV) : Dick Dastardly (voix)
- 1978 : The Three Robonic Stooges (série TV) : Moe (voix)
- 1978 : To Catch a Halibut : Fearless Freddy (voix)
- 1979 : Casper and the Angels (série TV) (voix)
- 1981 : Rox et Rouky (The Fox and the Hound) : Boomer (voix)
- 1981 : Spider-Man (série TV) (voix)
- 1981 : Les Schtroumpfs ("The Smurfs") (série TV) : Gargamel (1981-1989) / Baby Smurf / Nosey Smurf (voix)
- 1980 : Les Entrechats ("Heathcliff") (série TV) : Marmaduke (1981-1982) (voix)
- 1982 : Meatballs & Spaghetti (en) (série TV) (voix)
- 1983 : Sacrée journée pour Bourriquet (Winnie the Pooh and a Day for Eeyore) : Tigger (voix)
- 1985 : Les Gummi ("The Gummi Bears") (série TV) : Zummi (1985-1989) (voix)
- 1986 : The Kingdom Chums: Little David's Adventure (TV) : King Saul (voix)
- 1987 : Yogi Bear and the Magical Flight of the Spruce Goose : Dread Baron (voix)
- 1988 : Winnie the Pooh Friendship: Tigger-ific Tales (vidéo) : Tigger
- 1990 : Wake, Rattle & Roll (série TV) : Dick Dastardly (voix)
- 1991 : Winnie the Pooh & Christmas Too (TV) : Tigger (voix)
- 1994 : Winnie the Pooh Playtime: Detective Tigger (vidéo) : Tigger (voix)
- 1994 : Winnie the Pooh Playtime: Cowboy Pooh (vidéo) : Tigger (voix)
- 1995 : Winnie the Pooh Un-Valentine's Day (vidéo) : Tigger (voix)
- 1997 : Pooh's Grand Adventure: The Search for Christopher Robin (vidéo) : Tigger (voix)
- 1998 : Winnie the Pooh Playtime: Happy Pooh Day (vidéo) : Tigger (voix)
- 1998 : Winnie the Pooh Playtime: Fun 'N Games (vidéo) : Tigger (voix)
- 1998 : A Winnie the Pooh Thanksgiving (vidéo) : Tigger (speaking) (voix)
- 1999 : Winnie the Pooh Friendship: Clever Little Piglet (vidéo) : Tigger (voix)
- 1999 : Winnie the Pooh Friendship: Pooh Wishes (vidéo) : Tigger (voix)
- 1999 : Winnie the Pooh Learning: Working Together (vidéo) : Tigger (voix)
- 1999 : Winnie the Pooh: Imagine That, Christopher Robin (vidéo) : Tigger (voix)
- 1999 : Winnie the Pooh: A Valentine for You (TV) : Tigger (voix)
- 1999 : Winnie l'ourson : Joyeux Noël (Winnie the Pooh: Seasons of Giving) (vidéo) : Tigger (voix)